# La Rivière-Saint-Sauveur
La Rivière-Saint-Sauveur è un comune francese di 2 036 abitanti situato nel dipartimento del Calvados nella regione della Normandia.

## Società

### Evoluzione demografica
Abitanti censiti